# Vinyols i els Arcs
Vinyols i els Arcs település Spanyolországban, Tarragona tartományban. Vinyols i els Arcs Cambrils, Montbrió del Camp és Riudoms községekkel határos. Lakosainak száma 2400 fő (2024).

## Népesség
A település népessége az elmúlt években az alábbi módon változott:
| Lakosok száma | 402  | 672  | 646  | 760  | 826  | 1418 | 1829 | 1872 | 2056 | 2400 |
|               | 1717 | 1887 | 1936 | 1960 | 1986 | 2004 | 2009 | 2014 | 2019 | 2024 |